# Cuchara de bar

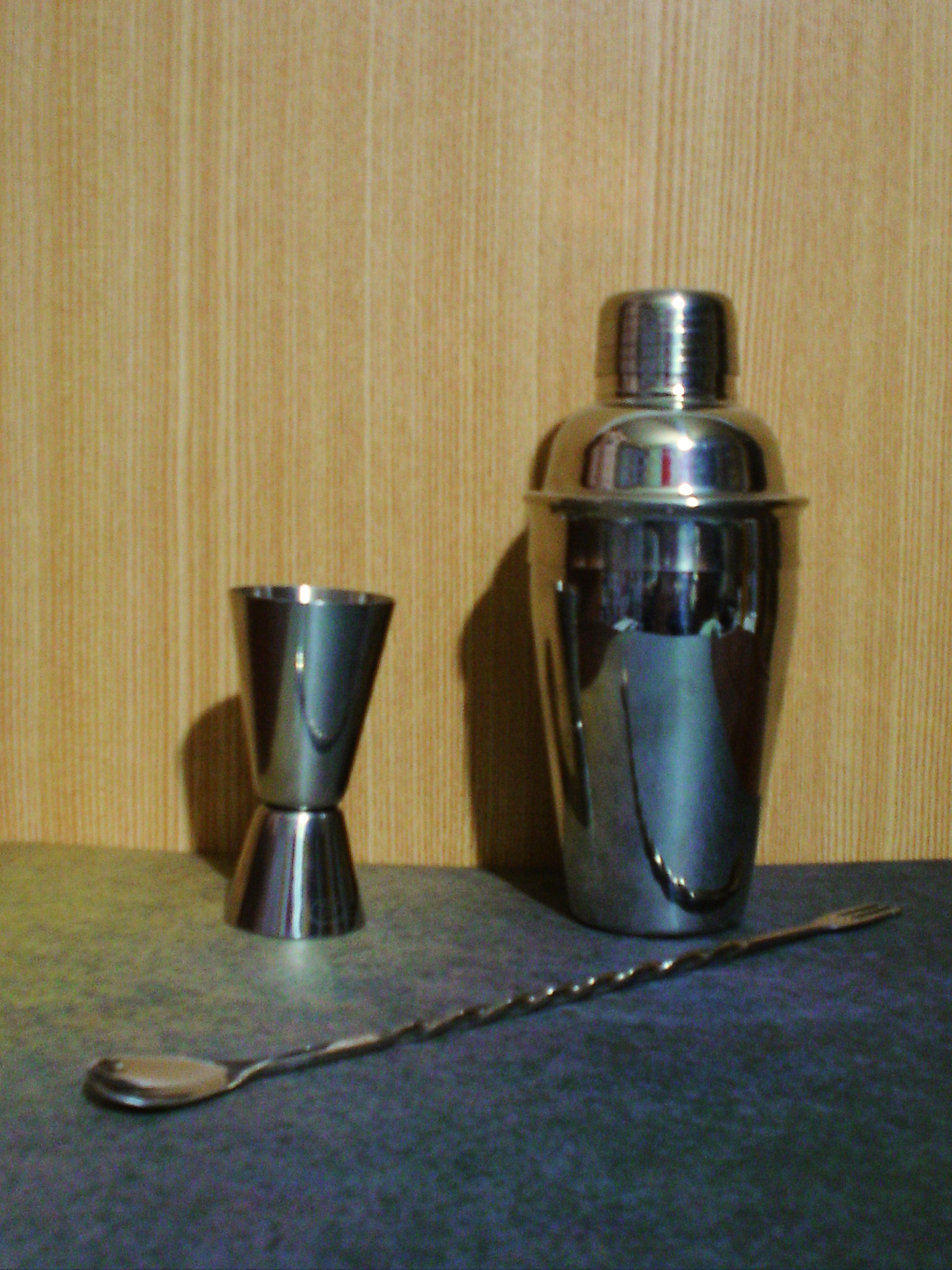
Un jigger, una coctelera y una cuchara de bar.

Una cuchara de bar es un tipo de cuchara de mango largo que se usa en coctelería para mezclar o verter en capas bebidas alcohólicas y no alcohólicas. Su longitud asegura que puede llegar al fondo hasta del vaso o jarra más alto, para mezclar los ingredientes directamente en el vaso.
Una cuchara de bar contiene aproximadamente 5 ml de líquido (lo mismo que una cucharadita convencional) o 2.5 ml de líquido (tamaño estándar en Europa). Su mango largo es similar a una cuchara de té helado, pero generalmente es decorativo y elegante; algunas variaciones imitan varilla de cóctel, con un disco en un extremo. El eje es típicamente delgado y roscado para que los dedos puedan agarrar y rotar fácilmente la cuchara.